# Franciszek Sokal

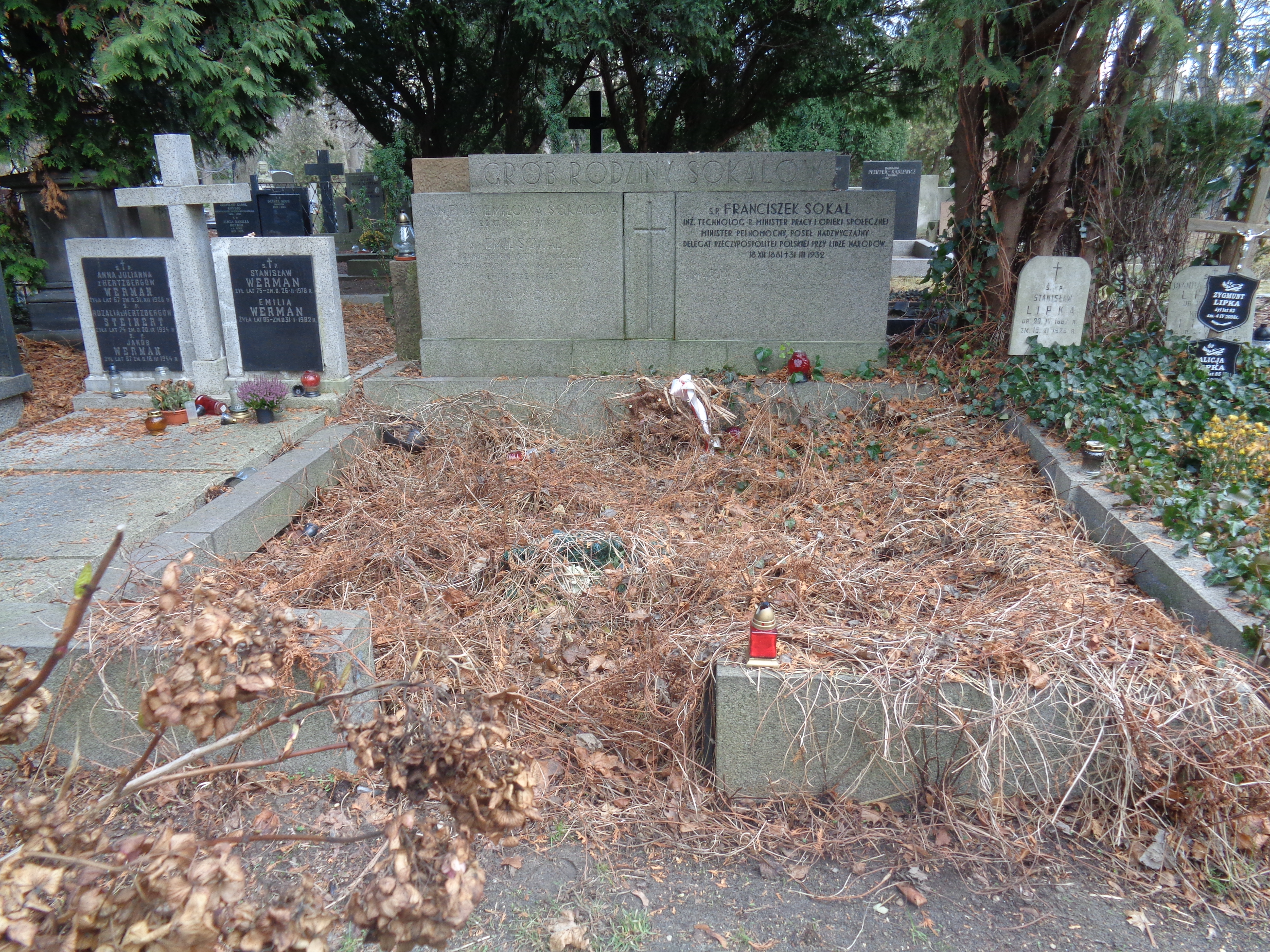
Grób Franciszka Sokala na Cmentarzu ewangelicko-augsburskim przed odrestaurowaniem

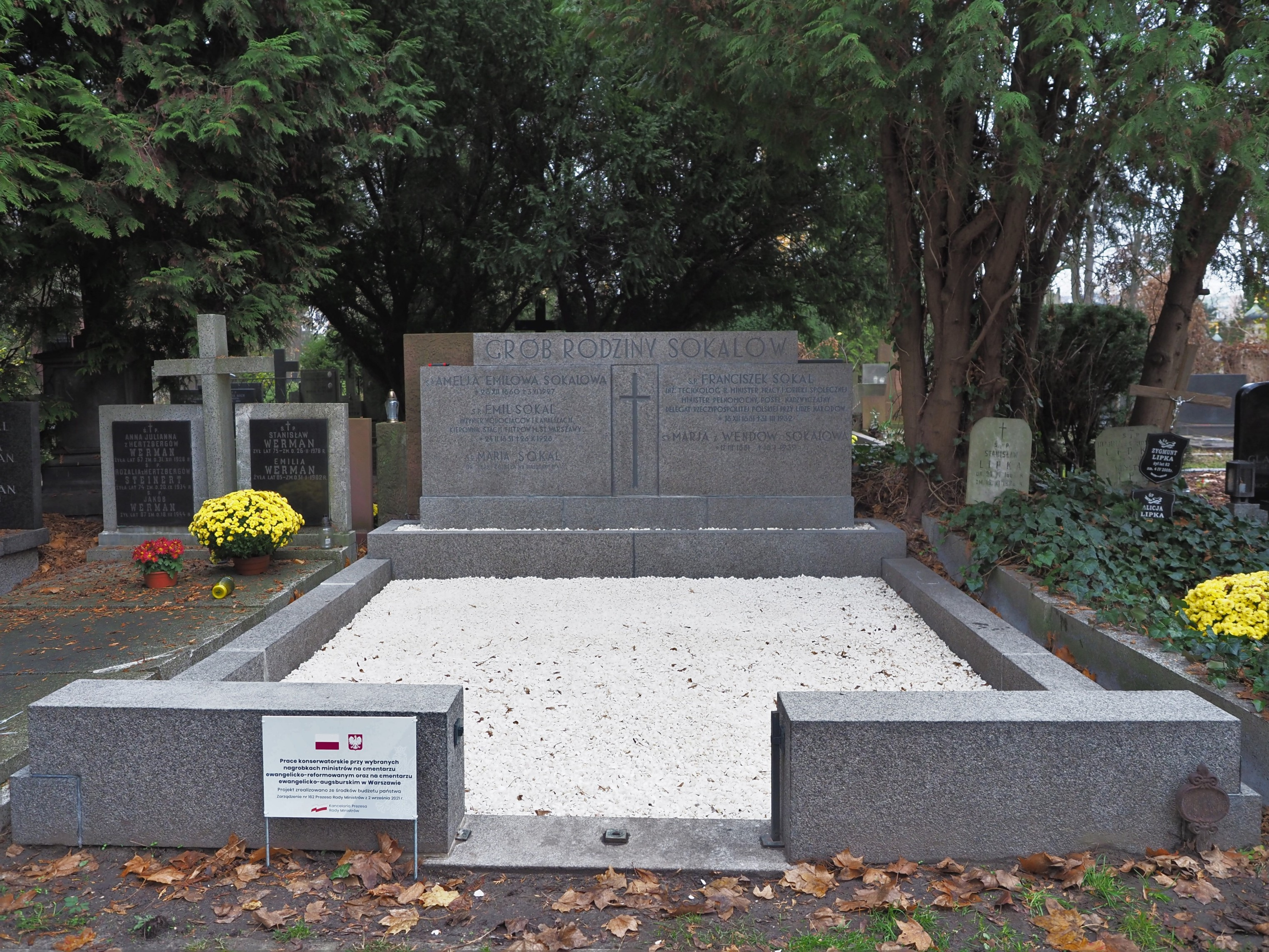
Grób Franciszka Sokala na Cmentarzu ewangelicko-augsburskim po odrestaurowaniu

Franciszek Sokal (ur. 18 grudnia 1881 we Lwowie, zm. 31 marca 1932 w Bernie) – polski inżynier, polityk, minister, dyplomata, członek loży wolnomularskiej w Warszawie w czasach II Rzeczypospolitej.

## Życiorys
Był synem Emila Sokala. Ukończył Politechnikę Warszawską z tytułem inżyniera technologa i przez wiele lat pracował jako inżynier konstruktor maszyn.
W 1915 został powołany na stanowisko kierownika Wydziału Spraw Robotniczych przy Komitecie Obywatelskim miasta stołecznego Warszawy. W 1916 został inspektorem pracy w Warszawie. Był pracownikiem Rady Departamentu Pracy Tymczasowej Rady Stanu. Działacz Komisji Porozumiewawczej Stronnictw Demokratycznych. W 1918 został szefem Sekcji Ochrony Pracy w Ministerstwie Pracy i Opieki Społecznej, a w listopadzie 1918 został kierownikiem tegoż resortu w prowizorium rządowym Władysława Wróblewskiego. Następnie otrzymał zadanie stworzenia Inspekcji Pracy i do 1920 był pierwszym polskim głównym inspektorem pracy. W 1919 był delegowany na konferencję pokojową w Paryżu, gdzie jako ekspert wziął udział w Komisji Prawodawstwa Pracy. Również w tym samym roku reprezentował polski rząd na pierwszej Międzynarodowej Konferencji Pracy w Waszyngtonie. Od 17 listopada 1924 do 14 listopada 1925 był ministrem pracy i opieki społecznej w rządzie Władysława Grabskiego.
Od 1920 do 1924 był członkiem delegacji polskiej do Ligi Narodów. Od 14 stycznia 1926 był delegatem RP w randze ministra pełnomocnego przy Lidze Narodów.
Z ramienia Polski podpisał Konwencję o zwalczaniu obscenicznych publikacji z 12 września 1923. 24 września 1927 na jego wniosek Zgromadzenie Ligi Narodów jednomyślnie uchwaliło potępienie agresji i wezwanie państw do pokojowego rozwiązywania sporów, wyprzedzając Pakt Brianda-Kellogga zawarty w roku następnym.
20 kwietnia 1929 podpisał z ramienia Polski zawartą w Genewie Konwencję o zwalczaniu fałszowania pieniędzy.
Zmarł 31 marca 1932 w Bernie, został pochowany na Cmentarzu ewangelicko-augsburskim w Warszawie (aleja 15, rząd 1, grób 18).
W 2022 roku z inicjatywy premiera Mateusza Morawieckiego grób ministra został odrestaurowany. Cały projekt został zrealizowany przez Fundację Dziedzictwa Kulturowego.

## Ordery i odznaczenia
- Krzyż Komandorski z Gwiazdą Orderu Odrodzenia Polski (9 listopada 1926)[10][11]
- Krzyż Komandorski Orderu Odrodzenia Polski (2 maja 1923)[12][13]